# Re:turn 2 Mina
《Re:turn 2 Mina》(리턴 투 미나)는 대한민국의 가수인 미나의 2번째 정규 음반이다. 2004년 5월 6일에 발매되었으며 타이틀 곡은 〈돌아〉이다.

## 특징
- 1집 음반 《Rendezvous》와는 달리 힙합, 펑키, 리듬 앤 블루스(R&B) 등의 다양한 장르를 시도하는 한편 브라질·인도 등의 제3세계 음악을 접목시킨 점이 특징이다.[1][2]
- 이 음반에 수록된 2번 트랙인 〈짱〉은 힙합, 펑키 멜로디에 기타, 마림바 연주를 결합한 점이 특징인 노래이다.[2]
- 이 음반에 수록된 3번 트랙이자 타이틀곡인 〈돌아〉는 힙합 음악에 펑키 스타일을 접목시킨 노래로서 인도의 전통 악기인 시타르 리듬을 통해 신비로운 분위기를 연출한 점이 특징이다. 또한 은지원이 피처링에 참여하기도 했다.[2]
- 이 음반에 수록된 5번 트랙인 〈비밀〉은 미디엄템포를 띤 리듬 앤 블루스(R&B) 스타일을 띠고 있다.[2]
- 이 음반에 수록된 8번 트랙인 〈미운 오리〉는 하우스 음악 스타일을 띠고 있다.[1][2]
- 이 음반에 수록된 9번 트랙인 〈Tequila〉는 테크노 스타일을 띠고 있다.[1]

## 수록곡
| #            | 제목                               | 작사         | 작곡         | 편곡         | 재생 시간 |
| ------------ | ---------------------------------- | ------------ | ------------ | ------------ | --------- |
| 1.           | 〈Intro〉                          |              | 유타         | 유타         | 00:58     |
| 2.           | 〈짱 (Feat. PJ)〉                  | 최준영       | 민웅식       | PJ           | 03:17     |
| 3.           | 〈돌아 (Feat. 은지원, Funky Mix)〉 | 최준영       | PJ           | PJ           | 03:37     |
| 4.           | 〈때로는 (Feat. 아치)〉            | 최원석       | PJ           | PJ           | 03:36     |
| 5.           | 〈비밀〉                           | 박채원       | 권기명       | 권기명       | 03:30     |
| 6.           | 〈유혹 (Feat. 아치)〉              | 미나, 자두   | PJ           | PJ           | 03:38     |
| 7.           | 〈후회〉                           | 최원석, PJ   | PJ           | PJ           | 03:43     |
| 8.           | 〈미운 오리〉                      | 박성은       | 유타         | 유타         | 03:07     |
| 9.           | 〈Tequila〉                        | 최원석       | 유타, PJ     | 유타         | 04:49     |
| 10.          | 〈돌아 (Feat. 은지원, Club Mix)〉  | 최준영       | PJ           | PJ           | 03:23     |
| 11.          | 〈Outro〉                          |              | 유타         | 유타         | 00:58     |
| 총 재생 시간 | 총 재생 시간                       | 총 재생 시간 | 총 재생 시간 | 총 재생 시간 | 34:36     |